# Paravespa albolimbata
Paravespa albolimbata är en stekelart som först beskrevs av Schulthess 1922.  Paravespa albolimbata ingår i släktet Paravespa och familjen Eumenidae. Inga underarter finns listade i Catalogue of Life.